# The Mediator Between Head and Hands Must Be the Heart
The Mediator Between Head and Hands Must Be the Heart ist das 13. Studioalbum der brasilianischen Metal-Band Sepultura. Es erschien am 25. Oktober 2013 bei Nuclear Blast. Der Titel des Albums ist ein Zitat aus dem Film Metropolis („Mittler zwischen Hirn und Händen muss das Herz sein!“).

## Entstehung
Das Album wurde von Juni bis Juli 2013 in den USA in Venice, einem Stadtteil von Los Angeles im US-Bundesstaat Kalifornien, aufgenommen und von Ross Robinson produziert. Beim Titel Obsessed wirkte Schlagzeuger Dave Lombardo mit. Das Artwork basiert auf einer Kohlezeichnung des brasilianischen Künstlers Alexandre Wagner. Laut Gitarrist Andreas Kisser sei gleich der erste Entwurf des Künstlers der passende gewesen.

## Titelliste
1. Trauma of War – 3:45
2. The Vatican – 6:33
3. Impending Doom – 4:15
4. Manipulation of Tragedy – 4:16
5. Tsunami – 5:10
6. The Bliss of Ignorants – 4:51
7. Grief – 5:34
8. The Age of the Atheist – 4:19
9. Obsessed (feat. Dave Lombardo) – 3:53
10. Da Lama ao Caos (Cover von Chico Science & Nação Zumbi) – 25:02

Bonustitel der iTunes-Version
1. Stagnate State of Affairs – 3:37

DVD der Limited Edition
1. The Making of “The Mediator Between ..........................” – 30:00

## Rezeption

### Kritiken
Die Webseite Blabbermouth.net bewertete das Album mit 8 von 10 Punkten. Im Magazin Rock Hard erreichte es mit einer Durchschnittsnote von 6,5 von 10 aller Redakteure den 37. Platz von 49 vergebenen Rängen.

### Chartplatzierungen
Das Album erreichte Platz 76 in Deutschland und Platz 96 in der Schweiz und war jeweils eine Woche platziert.